# Dječja književnost
Dječja književnost predstavlja književno stvaralaštvo namijenjeno mladom čitateljstvu, djeci i mladima, ponajprije u svrhu razvijanja čitateljskih navika u najranijoj dobi. Kao takvo predstavlja poseban vid književnosti koji zauzima važno mjesto u korpusima i kanonima kako narodnih, tako i svjetske književnosti. Razvija se pod utjecajem humanističkih učenja zbog širenja opće stope pismenosti krajem 19. stoljeća, prema kojima je sposobnost čitanja ona koja je temeljna u intelektualnom razvoju čovjeka.